# Saúde militar

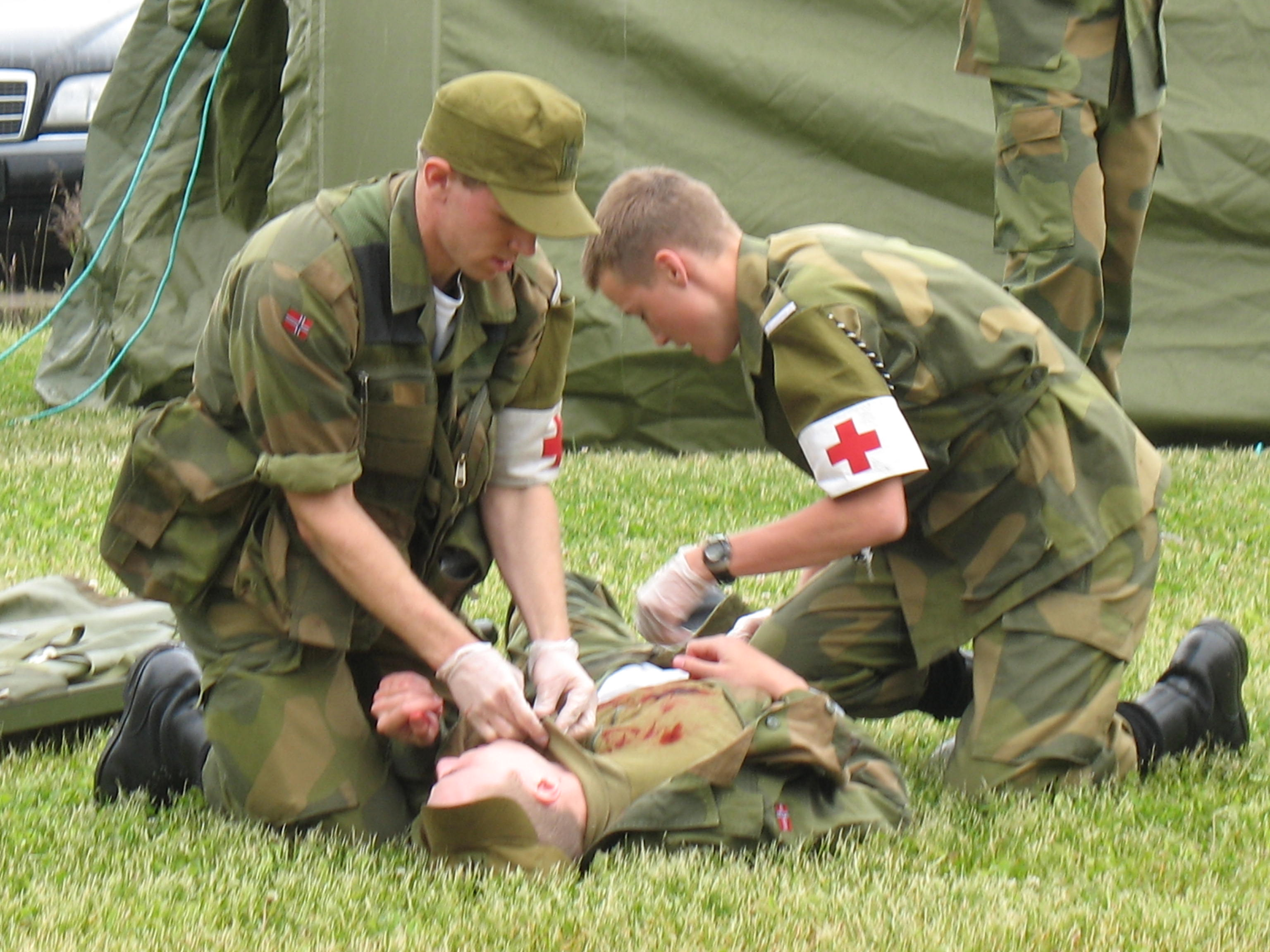
Socorristas militares num exercício

A saúde militar é o serviço que garante as boas condições sanitárias do pessoal das forças armadas, polícias militares e bombeiros militares, tanto em tempo de paz como em combate.
A saúde militar divide-se, normalmente, nos seguintes ramos:
- Medicina
- Odontologia
- Farmácia
- Veterinária
- Enfermagem
- Psicologia

## Áreas da saúde militar
A saúde militar abrange várias áreas:
- medicina do trabalho especializada nos riscos e necessidades (tanto preventivas como curativas) dos militares. Esta área historicamente envolveu a prevenção e o tratamento de doenças infecciosas (especialmente doenças tropicais) e, a partir do século XX a ergonomia e os efeitos na saúde da operação de equipamentos militares, tais como máquinas, carros de combate, submarinos e aeronaves. A medicina aeronáutica e a medicina hiperbárica, podem ser consideradas subespecialidades da medicina militar.
- o planeamento e a prática cirúrgica em baixas em larga escala no campo de batalha, bem como as considerações administrativas e logísticas de estabelecer e operar hospitais de campanha. Isto envolve hierarquias militares, especialmente a organização de sistemas estruturados de comando e administração médica que interagem e apoiam as unidades de combate.
- a administração e a prática de cuidados de saúde a militares e aos seus dependentes em situação de paz. Isto poderá consistir em sistemas médicos que forneçam serviços de especialidades e subespecialidades correspondentes ao sector civil.
- a pesquisa e desenvolvimento médico especialmente no que concerne aos problemas de interesse militar. Isto engloba todos os avanços saídos dos esforços de investigação dirigidos aos problemas encontrados pelas forças militares em campanha, incluindo vacinas e medicamentos, evacuação médica e água potável. Muitos desses avanços aplicaram-se posteriormente fora do âmbito militar.

## Serviço de saúde em campanha

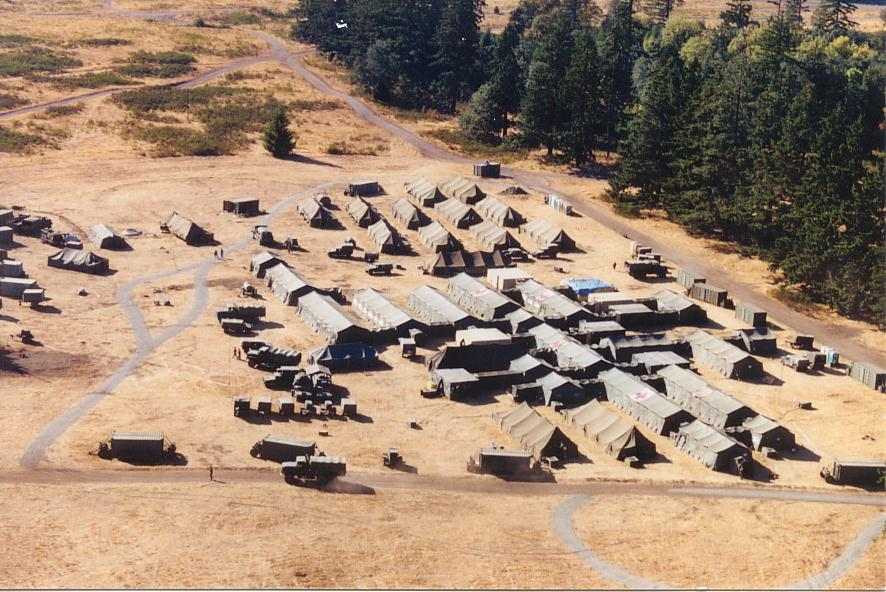
Hospital militar de campanha

O serviço de saúde em campanha é o sistema de tratamento dos militares na, ou perto da, zona de combate. A medicina tem feito grandes avanços em virtude dos procedimentos desenvolvidos para o tratamento de ferimentos em combate. Com o advento de tecnologias e procedimentos médicos avançados até os politraumatizados podem sobreviver nas guerras modernas.
Entre os mais notáveis avanços médicos feitos no campo de batalha estão:
- a prática da triagem, desenvolvida nas Guerras Napoleónicas;
- os avanços cirúrgicos, especialmente em amputações, nas Guerras Napoleónicas e na Primeira Guerra Mundial;
- as ambulâncias ou veículos dedicados ao transporte de feridos;
- a extensão da emergência médica pré-hospitalar;
- o estabelecimento de hospitais de campanha;
- o uso de helicópteros como ambulâncias.
- Navios hospitais